# Moisés Fermín Villarroel
Moisés Fermín Villarroel (12 de febrer de 1976) és un exfutbolista xilè.

## Selecció de Xile
Va formar part de l'equip xilè a la Copa del Món de 1998.